# Calendari femení de l'UCI 2020
El calendari femení de la UCI 2020 reuneix les competicions femenines de ciclisme de carretera organitzades sota el reglament de la Unió Ciclista Internacional durant la temporada 2020.
Aquesta temporada va estar marcada per l'anul·lació de moltes proves degut a la COVID-19.
La UCI World Tour femenina 2020 es presenta per separat. Els critèriums no puntuen.

## Calendari de les proves
| 16 – 19 de gener         | Women's Tour Down Under                  | 2.Pro | Ruth Winder (Trek-Segafredo)                               |
| 25 de gen                | Gravel and Tar La Femme                  | 1.2   | Niamh Fisher-Black (Bigla-Katusha)                         |
| 25 de gen                | Grand Prix Belek women                   | 1.2   | Olga Kulinitx (Ciclotel)                                   |
| 30 de gen                | Women's Surf Coast Classic               | 1.1   | Brodie Chapman (FDJ-Nouvelle Aquitaine-Futuroscope)        |
| 5 – 6 de febrer          | Women's Herald Sun Tour                  | 2.1   | Lucy Kennedy (Mitchelton-Scott)                            |
| 9 de feb                 | Volta a la Comunitat Valenciana Fèmines  | 1.1   | Marta Bastianelli (Alé BTC Ljubljana)                      |
| 13 de feb                | Grand Prix Alanya féminin                | 1.2   | Diana Klímova (Cogeas-Mettler-Look Pro Cycling Team)       |
| 14 de feb                | Grand Prix Gazipaşa women                | 1.2   | Olga Shekel (Astana Women's Team)                          |
| 17 – 20 de febrer        | Tour Femení de Dubai                     | 2.2   | Lucy Garner (Hitec Products-Birk Sport)                    |
| 20 – 23 de febrer        | Setmana Ciclista Valenciana              | 2.2   | Anna van der Breggen (Boels Dolmans)                       |
| 28 de febrer – 1 de març | Vuelta a Castellón femenina              | 2.2   | suspesa                                                    |
| 29 de feb                | Gran Premi Velo Alanya                   | 1.2   | Daria Malkova (Cogeas-Mettler-Look Pro Cycling Team)       |
| 29 de feb                | Omloop Het Nieuwsblad femení             | 1.1   | Annemiek van Vleuten (Mitchelton-Scott)                    |
| 1 de març                | Omloop van het Hageland                  | 1.1   | Lorena Wiebes (Parkhotel Valkenburg)                       |
| 1 de març                | Grand Prix Manavgat Side                 | 1.2   | Hanna Tserakh (Minsk Cycling Club)                         |
| 3 de març                | Le Samyn des Dames                       | 1.2   | Chantal van den Broek-Blaak (Boels Dolmans)                |
| 13 de març               | Drentse Acht van Westerveld              | 1.2   | suspesa                                                    |
| 18 de març               | Nokere Koerse femenina                   | 1.Pro | suspesa                                                    |
| 22 de març               | Circuit de Westhoek                      | 1.1   | suspesa                                                    |
| 1 de abr                 | A través de Flandes femení               | 1.1   | suspesa                                                    |
| 2 – 5 de abril           | Joe Martin Stage Race Women              | 2.2   | suspesa                                                    |
| 8 – 12 de abril          | Healthy Ageing Tour                      | 2.1   | suspesa                                                    |
| 13 de abr                | Volta a Mouscron                         | 1.2   | suspesa                                                    |
| 25 de abr                | Omloop van Borsele                       | 1.1   | suspesa                                                    |
| 29 de abril – 3 de maig  | Tour de Gila femení                      | 2.2   | suspesa                                                    |
| 30 de abril – 3 de maig  | Gracia Orlová                            | 2.2   | suspesa                                                    |
| 1 – 2 de maig            | Women's Tour de Yorkshire                | 2.1   | ajornat                                                    |
| 6 – 8 de maig            | Tour d'Uppsala                           | 2.2   | suspesa                                                    |
| 8 – 10 de maig           | Gran Premi Elsy Jacobs                   | 2.Pro | suspesa                                                    |
| 8 de maig                | Veenendaal Veenendaal Classic femenina   | 1.1   | suspesa                                                    |
| 10 de maig               | Trofeu Maarten Wynants                   | 1.1   | suspesa                                                    |
| 12 – 14 de maig          | Tour de Zhoushan Island II               | 2.2   |                                                            |
| 15 de maig               | La Classique Morbihan                    | 1.1   | suspesa                                                    |
| 16 de maig               | Gran Premi de Plumelec-Morbihan femení   | 1.1   | suspesa                                                    |
| 17 de maig               | Gran Premi Ciutat d'Eibar                | 1.2   | suspesa                                                    |
| 20 – 24 de maig          | Tour de Bretanya femení                  | 2.2   | suspesa                                                    |
| 21 – 24 de maig          | Volta a Burgos femenina                  | 2.Pro | suspesa                                                    |
| 21 de maig               | Chabany Race Women                       | 1.2   |                                                            |
| 22 de maig               | Horizon Park Women Challenge             | 1.2   | suspesa                                                    |
| 23 de maig               | Kyiv Olimpic Ring Women Race             | 1.2   |                                                            |
| 24 de maig               | VR Women ITT                             | 1.2   |                                                            |
| 26 – 31 de maig          | Volta a Turíngia femenina                | 2.Pro | suspesa                                                    |
| 31 de maig               | Tour de Taiyuan femení                   | 1.2   |                                                            |
| 4 de juny                | Gran Premi de Gatineau                   | 1.1   | suspesa                                                    |
| 5 de juny                | Chrono Gatineau                          | 1.1   | suspesa                                                    |
| 6 de juny                | Omloop van de IJsseldelta                | 1.2   |                                                            |
| 7 de juny                | Dwars door de Westhoek                   | 1.1   | suspesa                                                    |
| 14 de juny               | Diamond Tour                             | 1.1   | suspesa                                                    |
| 25 – 28 de juny          | Volta a Bèlgica femenina                 | 2.1   | suspesa                                                    |
| 2 – 5 de juliol          | Tour de Feminin-O cenu Českého Švýcarska | 2.2   | suspesa                                                    |
| 5 de jul                 | Argenta Classic-2 Districtenpijl         | 1.2   | suspesa                                                    |
| 9 – 12 de juliol         | Baloise Ladies Tour                      | 2.1   | suspesa                                                    |
| 10 de jul                | Chrono Kristin Armstrong femenina        | 1.2   |                                                            |
| 11 de jul                | Grand Prix Erciyes                       | 1.2   | suspesa                                                    |
| 12 de jul                | Tour de Delta femení                     | 1.2   | suspesa                                                    |
| 12 de jul                | Grand Prix Kayseri WE                    | 1.2   | suspesa                                                    |
| 22 de jul                | Emakumeen Nafarroako Klasikoa            | 1.1   | Annemiek van Vleuten (Mitchelton-Scott)                    |
| 23 de jul                | Clàssica Fèmines de Navarra              | 1.1   | Annemiek van Vleuten (Mitchelton-Scott)                    |
| 25 de jul                | Clàssica de Sant Sebastià femenina       | 1.Pro | suspesa                                                    |
| 26 de jul                | Emakumeen Saria                          | 1.1   | Annemiek van Vleuten (Mitchelton-Scott)                    |
| 30 – 31 de juliol        | Kreiz Breizh Elites femenina             | 2.2   |                                                            |
| 1 de ago                 | Fletxa d'Erondegem                       | 1.2   | suspesa                                                    |
| 3 – 8 de agost           | Tour d'Occitània                         | 2.2   |                                                            |
| 15 de ago                | Flanders Ladies Classic-Sofie De Vuyst   | 1.2   | suspesa                                                    |
| 15 de ago                | RideLondon Classique                     | 1.Pro | suspesa                                                    |
| 15 de ago                | La Périgord Ladies                       | 1.2   | Sheyla Gutiérrez Ruiz (Movistar Team)                      |
| 18 de ago                | Giro de l'Emília femení                  | 1.Pro | Cecilie Uttrup Ludwig (FDJ-Nouvelle Aquitaine-Futuroscope) |
| 21 – 23 de agost         | Watersley Womens Challenge               | 2.2   |                                                            |
| 21 – 23 de agost         | Women's Tour of Scotland                 | 2.1   |                                                            |
| 23 de ago                | MerXem Classic                           | 1.1   | suspesa                                                    |
| 27 – 30 de agost         | Colorado Classic Women                   | 2.1   | suspesa                                                    |
| 28 de ago                | La Picto-Charentaise                     | 1.2   | suspesa                                                    |
| 28 – 30 de agost         | Giro de Toscana-Memorial Michela Fanini  | 2.2   | suspesa                                                    |
| 31 de ago                | Gran Premi Eco-Struct                    | 1.2   | Lorena Wiebes (Sunweb)                                     |
| 3 – 9 de setembre        | Tour de l'Ardecha                        | 2.1   | Lauren Stephens (Tibco-Silicon Valley Bank)                |
| 3 de set                 | Gran Premi Develi femení                 | 1.2   | Laura Toconas (Colnago CM Team)                            |
| 4 de set                 | Grand Prix Cappadocia Women              | 1.2   | Valeria Kononenko (Ciclotel)                               |
| 5 – 10 de setembre       | Tour de Malàisia femení                  | 2.2   | suspesa                                                    |
| 5 de set                 | Grand Prix Mount Erciyes 2200 mt         | 1.2   | Maria Novolodskaia (Cogeas-Mettler-Look Pro Cycling Team)  |
| 6 de set                 | Grand Prix World's Best High Altitude    | 1.2   | Maria Novolodskaia (Cogeas-Mettler-Look Pro Cycling Team)  |
| 13 de set                | Gran Premi de Fourmies femení            | 1.2   | suspesa                                                    |
| 14 de set                | Gran Premi Velo Erciyes femenina         | 1.2   | Valeria Kononenko (Ciclotel)                               |
| 15 de set                | Grand Prix Central Anatolia              | 1.2   | Tamara Balabolina                                          |
| 19 de set                | Trophée des Grimpeuses                   | 1.2   | Inge van der Heijden (World Cycling Centre)                |
| 20 de set                | Gran Premi d'Isbergues femení            | 1.2   | Chloe Hosking (Rally Cycling)                              |
| 4 de oct                 | Gran Premio Bruno Beghelli femení        | 1.Pro | suspesa                                                    |
| 7 de oct                 | Fletxa Brabançona femenina               | 1.1   | Grace Brown (Mitchelton-Scott)                             |
| 14 – 16 de octubre       | Tour de Tailàndia femení                 | 2.1   | Jutatip Maneephan (Alé BTC Ljubljana)                      |
| 18 de oct                | Chrono des Nations femenina              | 1.1   | suspesa                                                    |
| 7 – 11 de novembre       | Volta a Colòmbia femenina                | 2.2   | Miryam Núñez (Liro Sport-Alcaldía La Vega)                 |

### Classificació individual
| Classificació per punts | Classificació per punts | Classificació per punts            | Classificació per punts | Classificació per punts |
| Ciclista                | Ciclista                | Equip                              | Punts                   |                         |
| ----------------------- | ----------------------- | ---------------------------------- | ----------------------- | ----------------------- |
| 1r                      | Anna van der Breggen    | Boels Dolmans                      | 2560 pts                |                         |
| 2n                      | Elisa Longo Borghini    | Trek-Segafredo                     | 2532 pts                |                         |
| 3r                      | Annemiek van Vleuten    | Mitchelton-Scott                   | 2226 pts                |                         |
| 4t                      | Lisa Brennauer          | Ceratizit-WNT Pro Cycling          | 1943 pts                |                         |
| 5è                      | Lizzie Deignan          | Trek-Segafredo                     | 1896 pts                |                         |
| 6è                      | Marianne Vos            | CCC-Liv                            | 1422 pts                |                         |
| 7è                      | Liane Lippert           | Sunweb                             | 1407 pts                |                         |
| 8è                      | Lotte Kopecky           | Lotto Soudal Ladies                | 1380 pts                |                         |
| 9è                      | Cecilie Uttrup Ludwig   | FDJ-Nouvelle Aquitaine-Futuroscope | 1287 pts                |                         |
| 10è                     | Ellen van Dijk          | Trek-Segafredo                     | 1123 pts                |                         |

### Classificació per equips
| Classificació per equips | Classificació per equips           | Classificació per equips | Classificació per equips |
| Equip                    | Equip                              | Punts                    |                          |
| ------------------------ | ---------------------------------- | ------------------------ | ------------------------ |
| 1r                       | Trek-Segafredo                     | 6931.98 pts              |                          |
| 2n                       | Boels Dolmans                      | 5385.35 pts              |                          |
| 3r                       | Mitchelton-Scott                   | 4775 pts                 |                          |
| 4t                       | Sunweb Women                       | 3847.65 pts              |                          |
| 5è                       | Bigla-Katusha                      | 3222.68 pts              |                          |
| 6è                       | CCC-Liv                            | 3138 pts                 |                          |
| 7è                       | Ceratizit-WNT Pro Cycling          | 3067.01 pts              |                          |
| 8è                       | Alé BTC Ljubljana                  | 2920.32 pts              |                          |
| 9è                       | Canyon-SRAM Racing                 | 2770.33 pts              |                          |
| 10è                      | FDJ-Nouvelle Aquitaine-Futuroscope | 2699 pts                 |                          |